# Stazione meteorologica di Salsomaggiore Terme
La stazione meteorologica di Salsomaggiore Terme è la stazione meteorologica di riferimento relativa alla località di Salsomaggiore Terme.

## Coordinate geografiche
La stazione meteo si trova nell'Italia nord-orientale, in Emilia-Romagna, in provincia di Parma, nel comune di Salsomaggiore Terme, a 160 metri s.l.m. e alle coordinate geografiche 44°49′N 9°58′E.

## Dati climatologici
In base alla media trentennale di riferimento 1961-1990, la temperatura media del mese più freddo, gennaio, si attesta a +1,3 °C; quella del mese più caldo, luglio, è di +22,9 °C .
| Salsomaggiore Terme | Mesi | Mesi | Mesi | Mesi | Mesi | Mesi | Mesi | Mesi | Mesi | Mesi | Mesi | Mesi | Stagioni | Stagioni | Stagioni | Stagioni | Anno |
| Salsomaggiore Terme | Gen  | Feb  | Mar  | Apr  | Mag  | Giu  | Lug  | Ago  | Set  | Ott  | Nov  | Dic  | Inv      | Pri      | Est      | Aut      | Anno |
| ------------------- | ---- | ---- | ---- | ---- | ---- | ---- | ---- | ---- | ---- | ---- | ---- | ---- | -------- | -------- | -------- | -------- | ---- |
| T. max. media (°C)  | 4,9  | 7,8  | 12,5 | 17,4 | 22,6 | 26,7 | 29,6 | 28,7 | 24,8 | 17,9 | 10,5 | 6,3  | 6,3      | 17,5     | 28,3     | 17,7     | 17,5 |
| T. min. media (°C)  | −2,2 | −0,7 | 2,9  | 6,5  | 10,3 | 14,1 | 16,2 | 15,8 | 13,1 | 8,8  | 4,2  | 0,0  | −1,0     | 6,6      | 15,4     | 8,7      | 7,4  |